# (464563) 2016 CX49
(464563) 2016 CX49 es un asteroide perteneciente al cinturón de asteroides, descubierto el 15 de marzo de 2007 por el equipo Spacewatch desde el Observatorio Nacional de Kitt Peak (Arizona, Estados Unidos).